# A Whole Lot of Nothing
A Whole Lot of Nothing – czwarty studyjny album rap metalowego zespołu Clawfinger wydany w 2001 roku.
Płyta była promowana singlami "Out to Get Me" i "Nothing Going On", do których zostały nakręcone teledyski.

## Lista utworów
1. "Two Steps Away" – 3:40
2. "Out to Get Me" – 3:43
3. "Nothing Going On" – 3:20
4. "Are You Man Enough?" – 3:35
5. "Confrontation" – 3:33
6. "Evolution" – 4:17
7. "Don't Look at Me" – 3:32
8. "Simon Says" – 4:01
9. "Burn in Hell" – 3:23
10. "I Close My Eyes" – 3:09
11. "Paradise" – 3:39
12. "Revenge" – 4:02
13. "Vienna" (cover Ultravox) – 4:14

Utwory bonusowe
14. "Manic Depression" (cover Jimiego Hendrixa) – 3:18
15. "Fake a Friend" – 3:46